# Широка Кур'я
Широка Кур'я (рос. Широкая Курья) — присілок у Здвінському районі Новосибірської області Російської Федерації.
Входить до складу муніципального утворення Чулимська сільрада. Населення становить 45 осіб (2010).

## Історія
Згідно із законом від 2 червня 2004 року органом місцевого самоврядування є Чулимська сільрада.

## Населення
| 2002 | 2007 | 2010 |
| ---- | ---- | ---- |
| 129  | ↘102 | ↘45  |